# José Andrés Ramírez
José Ramírez (Dosquebradas, Risaralda, Colombia; 20 de octubre de 1987) es un futbolista colombiano. Juega como defensa central y su equipo actual es Academia Cantolao de la Liga 1 de Perú.

## Trayectoria
José Ramírez fue promovido al Deportivo Pereira el 2005, club donde realizó las divisiones inferiores. Fue uno de los jugadores con más regularidad del aurirojo a pesar de su juventud. El 2011 descendió de categoría junto al Pereira. Con el transcurrir de los años se convirtió en uno de los referentes y capitán del elenco matecaña. Jugó al lado de Jefferson Duque, Fernando Uribe y el peruano Carlos "kukin" Flores y jugó más de 200 partidos anotando 
Luego de 10 años con el elenco de matecaña se marcha a Cúcuta Deportivo.

### Once Caldas
El 5 de enero de 2017 es confirmado como nuevo refuerzo de Once Caldas. Jugó al lado del futbolista internacional Elkin Soto.

### CD Águila
Luego de quedar como jugador libre ficha por el Club Deportivo Águila, uno de los equipos más populares y exitosos del fútbol salvadoreño. Tuvo la oportunidad de anotar un gol en clásico salvadoreño frente al FAS dándole el triunfo a  Águila. A final del 2018 luego de perder en semifinales, se decide no renovarle el contrato.
Luego de un año de inactividad vuelvo al máximo nivel para jugar por Academia Cantolao por pedido expreso del argentino Hernan Lisi quien lo dirigió en Deportivo Pereira y Once Caldas. Jugó al lado de su compatriota Jarlin Quintero y se salvó del descenso en la última fecha del torneo peruano. Jugó 20 partidos y logró anotar un gol, cumpliendo una temporada regular. A finales del 2020 se le renueva su contrato por una temporada más. A final de temporada logró salvarse del descenso, cumpliendo con el objetivo del club. A finales del 2022 no se le renueva su contrato, terminando así su paso por Cantolao durante 3 años.

## Clubes
| Club              | País        | Año         |
| ----------------- | ----------- | ----------- |
| Deportivo Pereira | Colombia    | 2005 - 2015 |
| Cúcuta Deportivo  | Colombia    | 2016        |
| Once Caldas       | Colombia    | 2017        |
| C. D. Águila      | El Salvador | 2018        |
| Academia Cantolao | Perú        | 2020 - 2022 |

## Estadísticas
| Club                         | Div                 | Temporada           | Liga  | Liga  | Copa Nacional | Copa Nacional | Copa Internacional | Copa Internacional | Total | Total |
| Club                         | Div                 | Temporada           | Part. | Goles | Part.         | Goles         | Part.              | Goles              | Part. | Goles |
| ---------------------------- | ------------------- | ------------------- | ----- | ----- | ------------- | ------------- | ------------------ | ------------------ | ----- | ----- |
| Deportivo Pereira · Colombia | 1.ª                 | 2005/07             | 38    | 0     | -             | -             | -                  | -                  | 38    | 0     |
| Deportivo Pereira · Colombia | 1.ª                 | 2008                | 15    | 1     | 0             | 0             | -                  | -                  | 15    | 1     |
| Deportivo Pereira · Colombia | 1.ª                 | 2009                | 13    | 1     | 2             | 0             | -                  | -                  | 15    | 1     |
| Deportivo Pereira · Colombia | 1.ª                 | 2010                | 5     | 0     | 0             | 0             | -                  | -                  | 5     | 0     |
| Deportivo Pereira · Colombia | 1.ª                 | 2011                | 13    | 0     | 3             | 0             | -                  | -                  | 14    | 0     |
| Deportivo Pereira · Colombia | 2.ª                 | 2012                | 24    | 1     | 3             | 1             | -                  | -                  | 27    | 2     |
| Deportivo Pereira · Colombia | 2.ª                 | 2013                | 12    | 0     | 9             | 0             | -                  | -                  | 21    | 0     |
| Deportivo Pereira · Colombia | 2.ª                 | 2014                | 19    | 0     | 8             | 0             | -                  | -                  | 27    | 0     |
| Deportivo Pereira · Colombia | 2.ª                 | 2015                | 30    | 0     | 4             | 0             | -                  | -                  | 34    | 0     |
| Deportivo Pereira · Colombia | Total               | Total               | 169   | 3     | 29            | 1             | 0                  | 0                  | 198   | 4     |
| Cúcuta Deportivo · Colombia  | 2.ª                 | 2016                | 15    | 0     | 3             | 1             | -                  | -                  | 18    | 1     |
| Cúcuta Deportivo · Colombia  | Total               | Total               | 15    | 0     | 3             | 1             | 0                  | 0                  | 18    | 1     |
| Once Caldas · Colombia       | 1.ª                 | 2017                | 24    | 0     | 5             | 0             | -                  | -                  | 29    | 0     |
| Once Caldas · Colombia       | Total               | Total               | 24    | 0     | 5             | 0             | 0                  | 0                  | 29    | 0     |
| CD Águila · El Salvador      | 1.ª                 | 2018-C              | 22    | 1     | -             | -             | -                  | -                  | 22    | 1     |
| CD Águila · El Salvador      | 1.ª                 | 2018-A              | 20    | 2     | -             | -             | -                  | -                  | 20    | 2     |
| CD Águila · El Salvador      | Total               | Total               | 42    | 3     | 0             | 0             | 0                  | 0                  | 42    | 3     |
| Academia Cantolao · Perú     | 1.ª                 | 2020                | 20    | 1     | -             | -             | -                  | -                  | 20    | 1     |
| Academia Cantolao · Perú     | 1.ª                 | 2021                | 20    | 0     | 1             | 0             | -                  | -                  | 21    | 0     |
| Academia Cantolao · Perú     | Total               | Total               | 40    | 1     | 1             | 0             | 0                  | 0                  | 41    | 1     |
| Total en su carrera          | Total en su carrera | Total en su carrera | 290   | 7     | 38            | 2             | 0                  | 0                  | 328   | 9     |